# Dani Clos
Daniel Clos Álvarez (Barcellona, 23 ottobre 1988) è un pilota automobilistico spagnolo.

## Carriera

### Esordi
Inizia a correre nei kart nel 1997 nel campionato regionale catalano, passando poi al campionato spagnolo e a trofei internazionali. Nel 2004 comincia a competere con le monoposto in diversi campionati tra cui la Formula Renault italiana, nella quale si laurea campione nel 2006. Nel 2007 debutta nella F3 Euro Series, dove corre anche nel 2008.

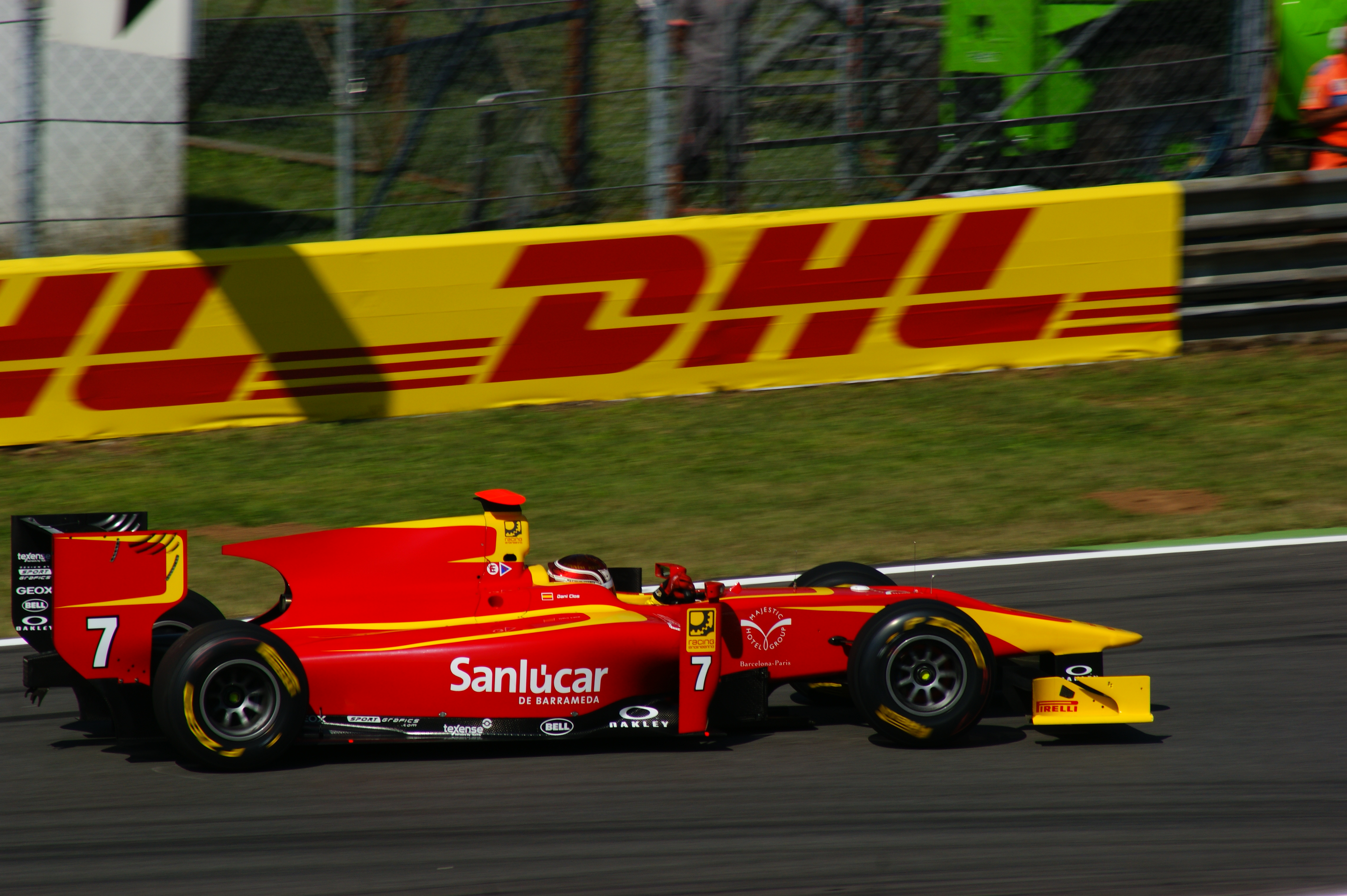
Dani Clos a Monza in GP2 nel 2011

### GP2 Series
Nel 2009, esordisce nella GP2 Series con il team spagnolo Racing Engineering e ottiene gli unici punti della stagione con un terzo posto all'ultima gara. Dopo aver disputato parte della GP2 Asia Series 2009-2010 con la Trident Racing, corre la stagione 2010 di nuovo con la Racing Engineering, salendo varie volte sul podio, facendo registrare molti piazzamenti a punti e una vittoria che gli valgono il quarto posto nella classifica finale. Nella GP2 Asia Series 2011 ottiene una vittoria, mentre nella serie principale ha un rendimento che gli porta un nono posto a fine campionato con due podi. Nel 2012 corre con la Barwa Addax le gare disputatesi in Bahrain senza ottenere punti.

### Formula 1
Sempre nel 2012 viene ingaggiato dalla HRT nel ruolo di collaudatore e terzo pilota e disputa le prove libere in Spagna, Gran Bretagna, Germania, Ungheria, Belgio e Corea, guidando la monoposto di Narain Karthikeyan.

## Risultati

### GP2 Series
| Anno | Scuderia           | 1           | 2          | 3           | 4           | 5            | 6            | 7          | 8           | 9          | 10        | 11         | 12          | 13          | 14          | 15          | 16          | 17          | 18          | 19        | 20        | 21      | 22      | 23      | 24      | Punti | Pos |
| ---- | ------------------ | ----------- | ---------- | ----------- | ----------- | ------------ | ------------ | ---------- | ----------- | ---------- | --------- | ---------- | ----------- | ----------- | ----------- | ----------- | ----------- | ----------- | ----------- | --------- | --------- | ------- | ------- | ------- | ------- | ----- | --- |
| 2009 | Racing Engineering | ESP FEA Rit | ESP SPR 19 | MON FEA Rit | MON SPR Rit | TUR FEA 12   | TUR SPR 7    | GBR FEA 13 | GBR SPR Rit | GER FEA 16 | GER SPR 8 | HUN FEA 11 | HUN SPR 11  | VAL FEA Rit | VAL SPR Rir | BEL FEA 10  | BEL SPR Rit | ITA FEA 15  | ITA SPR Rit | POR FEA 9 | POR SPR 3 |         |         |         |         | 4     | 21º |
| 2010 | Racing Engineering | SPA FEA 3   | SPA SPR 6  | MON FEA 3   | MON SPR Rit | TUR FEA 8    | TUR SPR 1    | VAL FEA 5  | VAL SPR 7   | GBR FEA 3  | GBR SPR 3 | GER FEA 4  | GER SPR 6   | HUN FEA 16  | HUN SPR 7   | BEL FEA Rit | BEL SPR NP  | ITA FEA Rit | ITA SPR 12  | ABU FEA 4 | ABU SPR 4 |         |         |         |         | 51    | 4º  |
| 2011 | Racing Engineering | TUR FEA 8   | TUR SPR 15 | ESP FEA 6   | ESP SPR 2   | MON FEA Rit  | MON SPR 18   | VAL FEA 4  | VAL SPR 5   | GBR FEA 6  | GBR SPR 2 | GER FEA 7  | GER SPR Rit | HUN FEA 10  | HUN SPR Rit | BEL FEA 6   | BEL SPR 6   | ITA FEA 13  | ITA SPR 7   |           |           |         |         |         |         | 30    | 9º  |
| 2012 | Barwa Addax        | MYS FEA     | MYS SPR    | BHR1 FEA 19 | BHR1 SPR 11 | BHR2 FEA Rit | BHR2 SPR Rit | ESP FEA    | ESP SPR     | MON FEA    | MON SPR   | VAL FEA    | VAL SPR     | GBR FEA     | GBR SPR     | GER FEA     | GER SPR     | HUN FEA     | HUN SPR     | BEL FEA   | BEL SPR   | ITA FEA | ITA SPR | SGP FEA | SGP SPR | 0     |     |

### Formula 1
| 2012 | Scuderia | Vettura |  |  |  |  |    |  |  |  |    |    |    |    |  |  |  |    |  |  |  |  |  |  |  |  | Punti | Pos. |
| ---- | -------- | ------- |  |  |  |  | -- |  |  |  | -- | -- | -- | -- |  |  |  | -- |  |  |  |  |  |  |  |  | ----- | ---- |
| 2012 | HRT      | F112    |  |  |  |  | TP |  |  |  | TP | TP | TP | TP |  |  |  | TP |  |  |  |  |  |  |  |  | -     |      |

| Legenda | 1º posto     | 2º posto | 3º posto    | A punti         | Senza punti/Non class.  | Grassetto – Pole position Corsivo – Giro più veloce |
| Legenda | Squalificato | Ritirato | Non partito | Non qualificato | Solo prove/Terzo pilota | Grassetto – Pole position Corsivo – Giro più veloce |